# Poor Cinderella
Poor Cinderella (originalmente titulada como Betty Boop in Poor Cinderella) es un cortometraje animado de Fleischer Studios de 1934 con el personaje Betty Boop. Poor Cinderella fue la primera película en color de Fleischer Studios y de la serie Color Classics, y la única aparición de Betty Boop en color durante la era Fleischer. Es el último corto animado presentado por Max Fleischer y en Fleischer Studios, y el primer corto animado en color de la serie Paramount Pictures.

## Trama
Cenicienta, protagonizada por Betty Boop, trabaja sin descanso para sus mezquinas hermanastras. Estas se están preparando para ir al baile del príncipe y Cenicienta las ayuda mientras va cantando cómo en algún momento de su vida llegará a ser princesa. Cuando se marchan, el hada madrina de Cenicienta se le aparece y, con su magia, le ayuda a prepararse para el baile. En el momento de marcharse, el hada madrina le avisa a Cenicienta que antes de las doce de la noche tiene que estar en su casa. 
En el baile, el príncipe se fija en ella y bailan juntos toda la noche, pero al sonar las doce Cenicienta se marcha corriendo dejando olvidado en su huida uno de sus zapatos. El príncipe hace que todas las mujeres del reino se prueben el zapato para así saber quién es Cenicienta y casarse con ella. 

## Reparto
Los siguientes son los actores de voz que participaron del corto:
- Mae Questel es Betty Boop;
- Bonnie Poe es el hada madrina y las hermanastras;
- Jack Mercer hace varias voces.

## Producción
A mediados de los años 30 había gran expectación por la realización de películas en color. En Estudios Fleischer también estaban interesados en ello, pero Paramount Pictures no se atrevía a dar el paso. La aparición de Silly Symphonies, de los rivales Estudios Disney, movió a Adolph Zukor, jefe de Paramount, a permitir que los Fleischer crearan una serie de cortos en color.
El cortometraje se hizo en el proceso Cinecolor de dos tiras, porque Walt Disney tenía los derechos exclusivos del nuevo proceso Technicolor de tres tiras de 1932 a 1935. Los demás Color Classics de 1934 y 1935 se hicieron con Technicolor de dos colores.
Para el estreno de su serie, Max Fleischer decidió que el papel principal recayera en la gran estrella femenina de los estudios, Betty Boop. En esta primera aparición en color (y única realizada por Fleischer Studios), para poder aprovechar mejor la técnica empleada, Betty sufre cambios en su apariencia: cabellos rojos y ojos verdes. El corto también utilizó el proceso Rotograph de Fleischer Studios, con el fin de proporcionar a algunas escenas una profundidad de campo adicional. 
Rudy Vallee aparece en una escena, cantando la canción principal durante la secuencia del baile.